# Campoctonus currani
Campoctonus currani là một loài tò vò trong họ Ichneumonidae.